# Čua oscilator
Čua oscilator je jednostavno elektronsko kolo koje proizvodi haotične oscilacije.
Kolo sadrži pet elemenata. Prva četiri elementa sa lijeve strane su linearna i pasivna; induktivnost, otpornost i obije kapacitivnosti (C1 i C2) su veći od nule, a pasivni su jer im ne treba izvor energije (baterija).
Najjednostavnije kolo koje bi dalo povećanje oscilacije ili haotične talasne oblike mora imati makar jedan lokalno aktivan, nelinearan element, koga napaja baterija, kao npr. Čua diodu. Nju karakteriše struja u zavisnosti od nelinearnog napona. Iako funkcija može da ima više oblika, originalno Čua kolo proizvodi trosegmentnu, po djelovima linearnu i čudno-simetričnu karakteristiku.

## Fizička realizacija
Ovo kolo nije jednostavno sklopiti, međutim, sve komponente koje koristimo su široko zastupljene i njihovom pravom kombinacijom možemo dobiti pravilnu karakteristiku.
Uporedićemo prve dvije slike. Čua dioda sa prve slike odgovara maloj crnoj kutiji sa dvije spoljašnje žice koje su zalemljene na kondenzator C1. Dvije baterije se koriste kao izvor energije za Čua diodu.
Na slici 3 je prikazana realizacija Čua kola gdje su korištena dva operaciona pojačavača i šest linearnih otpornika da bi se sastavila Čua dioda. Na dva vertikalna priključka svakog operacionog pojačavača (obilježena sa V⁺ i V⁻) moraju biti priključeni na + i – izvor baterije od 9V, respektivno.
Postoje mnoga druga kola za realizaciju Čua diode. Najbolji, mada skup način da se napravi ovo kolo je prikazan na slici 4, gdje je crna kutija iz slike 2 zamijenjena sa jednim IC čipom i napaja ga samo jedna baterija.

## Očitavnja haosa na osciloskopu
Korišćenjem Čua kola sa slike 4, vide se naponski talasni oblici Vc1 i Vc2 kroz kondenzatore C1 i C2 i strujni talasni oblici i L1 kroz kalem pomoću osciloskopa na slici 5 a), b), c).
Figure na slici 6 pod d), e), f), predstavljaju kombinaciju ovih talasnih oblika i to (Vc1,iL), (Vc1, Vc2) i (Vc2 iL).
One su dvodimenzionalne projekcije koje se zovu duple spirale i prevedene su u trodimenzionalni prostor.

## Čua jednačine
{\displaystyle {\dot {x}}=\alpha (y-\phi (x))}
{\displaystyle {\dot {y}}=x-y+z}
{\displaystyle {\dot {z}}=-\beta y}
- α i β su realni brojevi
- ф(x) je skalarna funkcija promjenljive x, ona se se definiše i kao po-djelovima-linearna funkcija

{\displaystyle \phi (x){\overset {\underset {\mathrm {def} }{}}{=}}x+g(x)=m_{1}(x)+{\frac {1}{2}}(m_{0}-m_{1})[\left\vert x+1\right\vert -\left\vert x-1\right\vert ]}
pri čemu se parametri m0 i m1 definišu na sledeći način
{\displaystyle g(v_{R})={\begin{cases}m_{1}v_{R}+m_{1}-m_{0},&{\text{za }}v_{R}\leq -1\\m_{0}v_{R},&{\text{za}}-1\leq v_{R}\leq 1\\m_{1}v_{R}+m_{0}-m_{1},&{\text{za }}1\leq v_{R}\end{cases}}}
- m0 - prva tačka preloma i pada funkcije
- dok je m1 - druga i treća tačka preloma i pada funkcije

## Kompjuterska simulacija Čua oscilatora
Program pokazuje simulaciju Čua kola (slika 11) upoređujući napon mjeren na C1 sa naponom mjerenim na C2. Ovo se vidi na x-y osi, koja predstavlja osciloskop sa probama povezanim na kondenzatore. Inicijalne vrijednosti parametara korištene u programu odgovaraju vrijednostima komponenata u dijagramu kola i pokazuju jednostavnu periodičnu orbitu (oscilaciju).
Prelaz na tzv. dinamiku haosa se može ostvariti pažljivim povećavanjem vrijednosti R ili C1, npr. uvećavati R postepeno od 0.01 do 1.2 K. Ova simulacija je dosta slična što možemo vidjeti na pravom osciloskopu koji je gore predstavljen.(Slika11 0.3 K, slika12 0.8, slika13 1.4)
Haos se razvija putem subharmonične kaskade koja u stvari predstavlja običnu linearnu periodičnu funkciju. Slika 14 predstavlja trodimenzionalnu predstavu ovog subharmonika i kod njega su u programu podešene inicijalne vrijednosti koje na najbolji način na grafiku pokazuju njegove osobenosti.

## Upotreba
Čua oscilator se pravi i koristi u mnogim laboratorijama kao fizički izvor lažnih, nasumičnih signala. Primjenu je našao u brojnim eksperimentima vezanim za sinhronizaciju (simulacija moždanih aktivnosti); u brojnim numeričkim simulacijama; u avangardnim muzičkim kompozicijama; projekcija dvodimenzionalnih, trodimenzionalnih talasa; obrada slike.

## Literatura
- Chaos synchronization in Chua's circuit, Leon O Chua, Berkeley : Electronics Research Laboratory, College of Engineering, University of California, [1992], OCLC: 44107698
- Chua’s Circuit Implementations: Yesterday, Today and Tomorrow. 65. 2009. ISBN 978-981-283-924-4.,L. Fortuna, M. Frasca, M.G. Xibilia, World Scientific Series on Nonlinear Science, Series A - .

## Spoljašnje veze
- Архивирано на веб-сајту  (26. јануар 2012)